# Galeola (zee-egel)
Galeola is een geslacht van uitgestorven zee-egels uit de familie Holasteridae.

## Soorten
- Galeola papillosa (Leske, 1778) † Campanien, Duitsland.
- Galeola senonensis (d'Orbigny, 1855) † Santonien, Campanien, Europa.